# Piresia
Piresia é um género botânico pertencente à família Poaceae.
1. ↑  «Piresia — World Flora Online». www.worldfloraonline.org. Consultado em 19 de agosto de 2020